# Begoña Lolo
Begoña Lolo Herranz (Madrid, 4 de septiembre de 1958) es una musicóloga, investigadora, académica y catedrática española. Recibió el Premio Nacional de Historia de España en 2000. Fue la primera mujer en acceder a la junta directiva de la Real Academia de Bellas Artes de San Fernando.

## Trayectoria
Nació en Madrid en 1958. En 1985 se licenció en geografía e historia por la Universidad Autónoma de Madrid. Al año siguiente, obtuvo los títulos superiores de Pedagogía musical, Teoría de la Música, Acompañamiento y Piano en el Real Conservatorio Superior de Música de Madrid.
Además, estudió en la Universidad Autónoma de Madrid, doctorándose en Historia del Arte en 1989 con sobresaliente cum laude con la tesis doctoral La música en la Real Capilla de Madrid: José de Torres y Martínez Bravo ca. 1670-1738, dirigida por José Peris Lacasa. Fue la primera tesis sobre musicología que se leyó en esa universidad.
Como investigadora, ha sido pionera en sus líneas de investigación Música y corte en tiempos de los Borbones y Cervantes en la Música. Entre 1997 y 2002 fue directora de la Revista de Musicología y desde 1998 también hasta 2003, vicepresidenta de la Sociedad Española de Musicología y directora de sus publicaciones. Ha publicado más de una treintena de artículos en revistas como Ritmo, Scherzo, Recerca musicològica, Revista de Musicología y Cuadernos de música iberoamericana. También publicó quince libros, como Historia de la música «española» y Sobre el verdadero origen de la música, Las relaciones Falla-Pedrell a través de “La vida breve” y Paisajes sonoros en el Madrid del s. XVIII. La tonadilla escénica, entre otros.
En 2006 se convirtió en catedrática de Historia de la Música de la Universidad Autónoma de Madrid (UAM). También fue nombrada directora del Programa de Doctorado en Historia y Ciencias de la Música, consiguiéndose bajo su dirección la mención de doctorado de calidad del Ministerio de Educación. También en la UAM, fue nombrada directora del Centro Superior de Investigación y Promoción de la Música. Ha ejercido como profesora visitante en la Universidad Bordeaux-Montaigne, Universidad de Roma Tor Vergata y la Universidad de Guanajuato.
En 2009, fue nombrada académica correspondiente de la Real Academia Catalana de Bellas Artes de Sant Jorge, en 2012 de la Real Academia de la Historia de España y en 2014 de la Real Academia Canaria de Bellas Artes de San Miguel Arcángel. En 2016 fue elegida académica de número de la Real Academia de Bellas Artes de San Fernando, leyendo en su ingreso el discurso El Quijote como fuente de inspiración en la creación musical, por su línea de investigación en torno a Cervantes y su obra con la Universidad Autónoma de Madrid. En 2015 y 2016 fue miembro del comité asesor de la Biblioteca Nacional de España para el proyecto Quijote y Cervantes.
En 2020 se convirtió en la primera mujer en ostentar el cargo de censora de la Real Academia de Bellas Artes de San Fernando en los más de 260 años de historia de la institución. Al año siguiente, fue nombrada patrona del Teatro Real junto a la presidenta de la Escuela Superior de Música Reina Sofía, Paloma O’Shea, la directora de la Residencia de Estudiantes, Alicia Gómez-Navarro, y la empresaria Cristina Álvarez.

## Reconocimientos
En 1993 recibió el Premio de Investigación en Musicología Histórica Emili Pujol por su labor investigadora. En el año 2000 fue reconocida con el Premio Nacional de Historia de España, otorgado por el Ministerio de Educación y Cultura, por su obra sobre el himno nacional, dentro de la obra Símbolos de España dirigida por la entonces directora de Centro de Estudios Políticos y Constitucionales, Carmen Iglesias.
En 2005 fue nombrada Huésped de Honor de la ciudad mexicana de Guanajuato por su estudio y la difusión de la obra de Cervantes y la música.